# Giada Desideri
Giada Desideri, all'anagrafe Maria Giada Faggioli (Roma, 15 gennaio 1973), è un'attrice italiana.

## Biografia
Giada Desideri nasce a Roma il 15 gennaio 1973. A 13 anni viene scoperta da Douglas Hopkins, un fotografo della Ford Models di New York; grazie a queste foto Luigi Comencini la sceglie per interpretare il ruolo di Crisolinda nel film Un ragazzo di Calabria; nei titoli di testa viene presentata come Giada Faggioli. Nel 1990, dopo aver studiato recitazione a Los Angeles, recita in una commedia teatrale scritta da Valeria Moretti e curata da Lucia Poli. Debutta poi in televisione nella seconda serie de I ragazzi del muretto.
Inizia ad alternarsi tra televisione e teatro; nel 1994 torna a Los Angeles dove studia al Lee Strasberg Theatre Institute per due anni. Dall'ottobre 1996 al gennaio 1998 è nel cast della soap opera Un posto al sole nel ruolo Claudia Costa, aspirante attrice e fotomodella. Riprende tale ruolo come guest star in alcuni mesi del 1999, tra il novembre 2001 e il gennaio 2002 e, a fasi alterne, tra il 30 aprile 2024 e il 28 maggio 2025. Prende parte a numerose fiction tv, tra cui Non lasciamoci più, Dio vede e provvede, Una donna per amico 2 e Don Matteo 3. Ha avuto la nomination alla Telegrolle per il ruolo sostenuto in A casa di Anna, nel quale interpreta la figlia di Anna accanto a Virna Lisi. Appare su Rai 1 nelle serie tv Gente di mare (2005) e Gente di mare 2 (2007). Tra i film ai quali ha preso parte: Un caso d'amore di Riccardo Sesani (1996), L'anno mille di Diego Febbraro (2008) e Animanera di Raffaele Verzillo (2008).

## Vita privata
Dal 2006 è la compagna di Luca Ward, doppiatore ed attore, dal quale ha avuto due figli, Lupo e Luna. I due si sono sposati con una doppia cerimonia il 7 luglio 2013 in Campidoglio e il 10 a Fregene.

## Teatro
- Le Sirene di Valeria Moretti, regia di Lucia Di Cosmo (1991)
- Il buon vecchio e la bella fanciulla di Italo Svevo, regia di Giuseppe Rossi Borghesano (1994)
- Giochi d'Angelo di Rosario Galli, regia di Rosario Galli (1998)
- Il figlio di Pulcinella di Eduardo De Filippo, regia di Roberto Guicciardini (1998-1999)
- Diana e la Tuda di Luigi Pirandello, regia di Arnoldo Foà (1999-2000)
- Amphitryon toujours di Arnoldo Foà, regia di Arnoldo Foà (2000)
- Spettri di Henrik Ibsen, regia di Fernando Balestra (2001)
- Il mercante di Venezia di William Shakespeare, regia di Giorgio Albertazzi (2002)
- Il grande capo di Lars von Trier, regia di Maurizio Panici (2010-2011)

## Filmografia

### Cinema
- Un ragazzo di Calabria, regia di Luigi Comencini (1987)
- Splendor, regia di Ettore Scola (1989)
- Nefertiti, figlia del sole regia di Guy Gilles (1994)
- Croce e delizia, regia di Luciano De Crescenzo (1995)
- Cresceranno i carciofi a Mimongo, regia di Fulvio Ottaviano (1996)
- Un caso d'amore, regia di Riccardo Sesani (1996)
- L'anno mille, regia di Diego Febbraro (2008)
- Animanera, regia di Raffaele Verzillo (2008)

### Televisione
- I ragazzi del muretto 2, regia di Ruggero Deodato e Lodovico Gasparini (1993)
- Un posto al sole, registi vari (1996-1998, 1999, 2001-2002, 2024-2025)
- La casa dove abitava Corinne, regia di Maurizio Lucidi (1996)
- Don Matteo 3 - episodio Scandalo in città, regia di Enrico Oldoini (2002)
- A casa di Anna, regia di Enrico Oldoini (2004)
- Gente di mare, regia di Giorgio Serafini, Vittorio De Sisti e Alfredo Peyretti (2005-2007)
- Amigo - Bei Ankunft Tod (2010)